# Påskbergsvallen
Påskbergsvallen, 2020-2022 Varberg Energi Arena, är en fotbolls- och friidrottsarena i Varberg.
Arenan, som har en kapacitet på 4 575 personer (varav 3000 sittplatser), invigdes den 2 juli 1925 av kung Gustaf V. Samma dag invigde han även radiostationen i Grimeton.
Då Varbergs BoIS hösten 2019 kvalificerade sig till Allsvenskan i fotboll blev arenan för första gången allsvensk fotbollsarena 2020. Arenan har anpassats till Varbergs BoIS deltagande och har fått bättre belysning, större läktare samt renoverade spelar- och domarutrymmen. Påskbergsvallen är hemmaarena för Varbergs BoIS herrlag i Allsvenskan och även för Varbergs GIF:s herrlag som spelar i Division 2 Västra Götaland.
Påskbergsvallen används ibland som träningsplan för svenska landslaget och för utländska lag som turnerar i Sverige. Lag som Tottenham Hotspur, Manchester City, Leeds United, Barcelona, Lazio, Inter, Dynamo Moskva och Portugals herrlandslag har tränat eller spelat på arenan.
Även olika friidrottstävlingar går, med jämna mellanrum, av stapeln på arenan. Under 2019 genomfördes Folksam Grand Prix vilken anordnades av Varbergs GIF Friidrott.
Varje år anordnas också friidrottstävlingen Getabocksspelen för ungdomar, ofta med kval till distriktsmästerskap och andra tävlingar. 

## Fakta om arenan
Arenan består av flera naturgräsplaner, grusplan samt andra ytor. Under vintern och våren 2023 gjordes en omfattande ombyggnation för att möta kraven för Allsvenskan i fotboll för herrar.
- A-plan: Mått: 105 x 65 meter, belysning, 4 700 platser (varav 3000 sittplatser)
- B-plan: Mått: 100 x 60 meter
- C-plan: Mått: 100 x 60 meter
- Grusplan (Sahara): Mått: 55 x 33 meter
- Övrigt: Kastplan 50 x 30 meter, friidrott med löparbanor 400 meter, 11 omklädningsrum, bastu, klubbrum, pressrum och hjärtstartare.